# Toms
Toms Gruppen A/S er en dansk konfekturevirksomhed, der producerer og sælger chokolade og andre sukkervarer.

## Firmanavn
Navnet Toms stammer fra deres navne: Trojel og Meyer (s'et blev tilføjet af hensyn til placeringen i slikautomater, hvor man ikke var glade for at have 'Tom' stående).[kilde mangler]

## Historie
Den 23. februar 1924 blev virksomheden optaget i Aktieselskabs-Registret med Reg.Nr. 6777. Virksomheden blev grundlagt på Vesterbrogade i København af apoteker/grosserer Hans Jørgen Wilhelm Trojel, kontorist Frants Vilhelm Trojel og apoteker/grosserer Victor Hans Meyer.
Allerede året efter flyttede firmaet til et nyt fabriksanlæg på Prags Boulevard 47-49. I starten fungerede firmaet som grossist med salg af andre fabrikkers produkter, men fra 1925 påbegyndte de deres egen produktion. I årene efter 2. verdenskrig voksede Toms under ledelse af Victor B. Strand sig stor med overtagelse af Anthon Berg og Pingvin Lakrids.
I 1962 åbnede firmaet en fabrik i Ballerup, og siden lagt navn til Chokoladekrydset Ringvej 4 og Ballerup Byvej ud for fabrikken.
I 1971 blev Galle & Jessen pålægschokolade en del af Toms og fungerer stadig som egne brands. Dengang flyttede de af praktiske årsager produktionen af pålægschokolade til Toms. I dag er Toms logoet også kommet uden på pakkerne. Inden for de senere år har man opkøbt blandt andet Bonbon i 2001 og nogle udenlandske virksomheder inden for samme branche.
I november 2024 annoncerede firmaet, at man ville flytte til den polske by Nowa Sól for at blive mere konkurrencedygtig fra omkring 2027.

## Produkter
Toms og dens tilknyttede virksomheder producerer kendte slikmærker som Ga-Jol, Bogø Chokolade og Spunk. Produkterne omfatter blandt andet:
- Chokoladebarer, f.eks. Yankie Bar og Holly Bar
- Chokoladeskildpadder og -frøer
- Guld Barre i mange varianter
- Pålægschokolade
- Paradisnødder mm.
- Guldkarameller

## Økonomiske forhold
I 2005 havde Toms en nettoomsætning på ca. 1,75 mia kr. og en overskudsgrad på 4,8%. Virksomheden beskæftiger ca. 1.700 medarbejdere i Danmark, Sverige og England.
I Danmark arbejder ca. 850, dels i en sukkervarefabrik på Avedøre Holme, dels i hovedkvarteret placeret i Ballerup, hvor chokoladefabrikken er tegnet af Arne Jakobsen i 1962.
I Sverige produceres sukkervarer på en fabrik i Habo ved Jönköping.
Den administrerende direktør har siden 2014 været Carsten L. Thomsen.
Gerda og Victor B. Strands Fond ejer alle aktierne i Toms Gruppen A/S.

## Direktion
Denne liste er ufuldstændig; hjælp gerne med at udfylde den.
- 1925: Vilhelm Nicolai August Schmidt (jf. folketælling 1925)
- 1943-1970: Anders N. Neergaard
- 1970-1991: Ehlers Friis-Mikkelsen
- 1980-2002: Hans Rysgaard, Koncerndirektør
- 1991-2000: Mikael Olufsen
- 2000-2005: Per Harkjær
- 2005-2014: Jesper Møller
- 2014-nu: Carsten L. Thomsen